# The Wonderful Maladys
The Wonderful Maladys est un pilote de série télévisée américaine élaboré dès 2007 par Charles Randolph qui n'a finalement pas été retenu par la chaîne HBO.

## Synopsis
Cette série met en scène le quotidien de trois frères et sœurs vivant à New York qui ont perdu leurs parents dans leur enfance. Mary, l'aînée, est mariée et exerce la profession de thérapeute. Alice, la cadette, est une jeune femme immature. Neil, le benjamin, est étudiant.

## Distribution
- Sarah Michelle Gellar : Alice Malady
- Adam Scott : ancien compagnon d'Alice
- Molly Parker : Mary Malady
- Nate Corddry : Neil Malady
- Zak Orth : mari de Mary

## Fiche technique
- Réalisation : Alan Taylor
- Scénario : Charles Randolph
- Production :
  - Sarah Michelle Gellar (producteur exécutif)
  - Charles Randolph (producteur exécutif)
  - Dara Schnapper (producteur associé)
  - Mick Aniceto (directeur de production, attaché à la post-production)
- Images : Alik Sakharov
- Montage : Tim Squyres
- Décors : Henry Dunn
- Format : couleurs

## Commentaires

### Abandon du projet
En octobre 2009, une journaliste du site américain d'actualité E! Online, a révélé des rumeurs concernant un abandon du projet de Charles Randolph par la chaîne HBO. D'après l'article, un internaute impatient aurait demandé à Nathan Corddry via Facebook où en était la série. L'acteur lui aurait répondu : « Le projet n'a pas été retenu... Bouh ! »,. Alan Taylor, réalisateur du pilote, aurait alors ajouté « Malheureusement... les rumeurs sont vraies. The Wonderful Maladys ne deviendra pas une série »,. Contacté par la journaliste d'E!Online, HBO a répondu « Nous ne pouvons confirmer »,. Contacté à son tour, Charles Randolph, le créateur de la série, n'a pas souhaité répondre.
L'information a été relayée en France, entre autres par le site AlloCiné.